# Andrzej Tłuczyński
Andrzej Tłuczyński (ur. 11 sierpnia 1952 w Skierniewicach) – polski piłkarz ręczny, mistrz i reprezentant Polski.

## Kariera sportowa
Początkowo był siatkarzem (1967–1968) w zespole Stal Kraśnik Fabryczny, od 1969 do 1978 grał w koszykówkę w II-ligowej Tęczy Kielce (w sezonie 1976/1977 był zawodnikiem Legii Warszawa). Piłkę ręczną zaczął trenować dopiero w 1976, od 1978 do 1984 występował w Koronie Kielce, z którą zdobył brązowy medal mistrzostw Polski brązowy medal mistrzostw Polski w 1980. W latach 1984–1992 grał w klubach francuskich – Creteil (1984–1988), Le Kremlin-Bicêtre (1988/1989), Belfort (1989/1990) i Pontault-Combault (1990–1992). Z Creteil awansował do I ligi w 1985, a także był najlepszym strzelcem ligi w 1986 i 1987, z Pontault-Combault awansował do II Ligi w 1992. W sezonie 1992/1993 występował jako grający II trener w Iskrze Kielce, zdobywając mistrzostwo Polski. Sukces ten powtórzył w sezonie 1993/1994 już tylko w roli II trenera kieleckiego klubu.
W reprezentacji Polski debiutował 25 listopada 1979 w towarzyskim spotkaniu z Jugosławią. W 1984 wywalczył z drużyną brązowy medal zawodów Przyjaźń-84. W 1987 i 1989 wystąpił na mistrzostwach świata grupy „B”, zajmując odpowiednio trzecie i drugie miejsce. Ostatni raz w biało-czerwonych barwach zagrał 26 lutego 1989 w meczu mistrzostw świata grupy „B” z Islandią. Łącznie w reprezentacji Polski wystąpił w 67 spotkaniach, zdobywając co najmniej 117 bramek.
Jest bratem Zbigniewa Tłuczyńskiego i ojcem piłkarza ręcznego Łukasza Tłuczyńskiego.